# April March
April March, pseudonimo di Elinor Blake (20 aprile 1965), è una cantante statunitense di indie pop che scrive i suoi brani sia in inglese che in francese e che è particolarmente famosa in Francia. April è anche famosa come animatrice: si ricorda soprattutto il suo ruolo di animatrice principale per Ren e Stimpy. Vive nell'Ohio ed è sposata con Warren Zanes, musicista e vicepresidente della Rock and Roll Hall of Fame, a Cleveland, in Ohio.

## Biografia
Da bambina April March rimase affascinata dalla Francia e durante la sua carriera scolastica partecipò ad un programma di scambio culturale proprio in Francia. I suoi album contengono sia canzoni in inglese che in francese, che presentano forti influenze dettate dalla passione per la musica pop francese anni sessanta.
Partendo dai primi anni ottanta, March lavorò come animatrice per Archie Comics e Pee Wee's Playhouse; nel 1986 lavorò sul personaggio di Madonna nel film Who's That Girl, animando la star nella sequenza dei titoli e lavorando contemporaneamente al video musicale. La sua prima band, The Pussywillows, fu fondata nel 1987; March si prese un anno di pausa per poter frequentare un corso di animazione promosso dalla Walt Disney Company in California. Nel 1991 i Pussywillows si sciolsero e March fondò The Shitbirds, che resistettero fino al 1995. Dopo la rottura con The Shitbirds, March ha registrato solo album solisti ed è apparsa in alcune colonne sonore, come ad esempio per la sigla della serie televisiva di Cartoon Network I Am Weasel.
Ma la canzone che la porta al successo è la traduzione di Laisse tomber les filles che March rinomina Chick Habit, inserita nella colonna sonora della commedia del 1999 Gonne al bivio. Chick Habit appare anche nella colonna sonora del film di Quentin Tarantino, Death Proof, uscito in Italia con il titolo Grindhouse - A prova di morte. Sono recenti le sue collaborazioni negli States con i Dust Brothers, principali compositori della colonna sonora di Fight Club, e in Francia con Bertrand Burgalat. Sta lavorando al suo nuovo album dal 2005. Secondo il suo sito ufficiale: "April March e Steve Hanft hanno finito di registrare un album prodotto da Tom Chasteen e mixato da John McEntire. Stiamo cercando l'etichetta giusta. Seguiteci per avere notizie."

## Discografia

### Album
- Gainsbourgsion! (1994) - Solo in Francia. Mai pubblicato ufficialmente.
- Paris In April (1995)
- Superbanyair (1997) - Solo in Giappone
- April March Sings Along With The Makers (1997) - In collaborazione con The Makers
- Lessons Of April March (1998) - Trasmesso solo alla radio.
- April March and Los Cincos (1998) - Vinile LP
- Chrominance Decoder (1999)
- Triggers (2002)

### EP
- Chick Habit (1995)
- April March and Los Cincos Featuring The Choir (1997) - Edizione limitata per il Giappone. In collaborazione con Petra Hayden and Bennett.
- Dans Les Yeux D'April March (1999) - Solo in Francia. Edizione limitata Tricatel Club R. Registrato su un numero limitato di vinili bianchi

### Singoli
- "Sometimes When I Stretch" (2003)